# Деніелл Гаскіссон
Деніелл Гаскіссон (англ. Danielle Huskisson, 27 березня 1993) — британська плавчиня, що спеціалізується в плаванні на відкритій воді. Учасниця Чемпіонату світу з водних видів спорту 2019, де на дистанції 10 кілометрів посіла 25-те місце.